# Simplicithyris japonica
Simplicithyris japonica är en armfotingsart som först beskrevs av Dall 1920.  Simplicithyris japonica ingår i släktet Simplicithyris, ordningen Terebratulida, klassen Rhynchonellata, fylumet armfotingar och riket djur. Inga underarter finns listade i Catalogue of Life.